# Trhypochthonius ruttneri
Trhypochthonius ruttneri är en kvalsterart som beskrevs av Rainer Willmann 1931. Trhypochthonius ruttneri ingår i släktet Trhypochthonius och familjen Trhypochthoniidae. Inga underarter finns listade i Catalogue of Life.